# Confederação Asiática de Voleibol

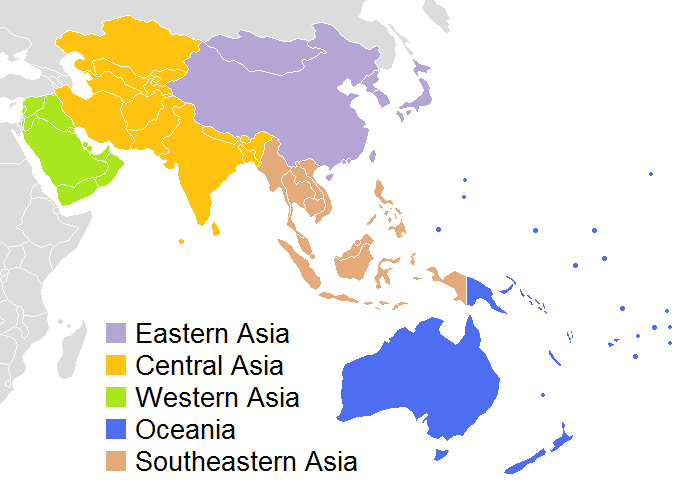
Mapa mostrando as cinco zonas em que foi divididos os membros da CAV.

A Confederação Asiática de Voleibol (CAV) (em inglês: Asian Volleyball Confederation - AVC) é a entidade que regula o voleibol na Ásia e da Oceania. Sua sede fica localizada em Pequim, na China.

## Federações afiliadas
Por causa da vasta área que a confederação abrange, foram criadas cinco Associações por zona:
- Extremo Oriente
- Ásia Central (incluindo o Sul Asiático)
- Oriente Médio
- Sudeste Asiático
- Oceania

| Código | País                            | Federação                                              |
| --- | ------------------------------- | ------------------------------------------------------ |
| AFG | Afeganistão                     | Afghanistan Volleyball Association                     |
| ASM | Samoa Americana                 | American Samoa Volleyball Association                  |
| AUS | Austrália                       | Australia Volleyball Federation                        |
| BGD | Bangladesh                      | Bangladesh Volleyball Federation                       |
| BTN | Butão                           | Bhutan Volleyball Federation                           |
| BHR | Bahrein                         | Bahrain Volleyball Association                         |
| BRN | Brunei                          | Brunei Amateur Volleyball Association                  |
| KHM | Camboja                         | Cambodia Volleyball Federation                         |
| CHN | China                           | China Volleyball Association                           |
| COK | Ilhas Cook                      | Cook Islands Volleyball Association                    |
| FJI | Fiji                            | Fiji Volleyball Federation                             |
| FSM | Estados Federados da Micronésia | Federated States of Micronesia Volleyball Association  |
| GUM | Guam                            | Guam Volleyball Federation                             |
| HKG | Hong Kong                       | Volleyball Association of Hong Kong, China             |
| INA | Indonésia                       | The National Volleyball Federation of Indonesia        |
| IND | Índia                           | Volleyball Federation of India                         |
| IRI | Irão                            | Volleyball Federation Islamic Republic of Iran         |
| IRQ | Iraque                          | Iraq Center Volleyball Federation (Sospesa)            |
| JOR | Jordânia                        | Jordan Volleyball Federation                           |
| JPN | Japão                           | Japan Volleyball Association                           |
| KAZ | Cazaquistão                     | Volleyball Federation of Republic of Kazakhstan        |
| KGZ | Quirguistão                     | Kirigistan Volleyball Federation                       |
| KIR | Kiribati                        | Kiribati Volleyball Federation                         |
| KOR | Coreia do Sul                   | Korea Volleyball Association                           |
| KSA | Arábia Saudita                  | Saudi Arabia Volleyball Federation                     |
| KUW | Kuwait                          | Kuwait Volleyball Association                          |
| LAO | Laos                            | Lao Volleyball Federation                              |
| LIB | Líbano                          | Lebanese Volleyball Federation                         |
| MAC | Campeonato Maranhense           | Amateur Volleyball Association of Macao                |
| MYS | Malásia                         | Malaysia Amateur Volleyball Association                |
| MDV | Maldivas                        | Volleyball Association of Maldives                     |
| MGL | Mongólia                        | Volleyball Federation of Mongolia                      |
| MHL | Ilhas Marshall                  | Republic of the Marshall Islands Volleyball Federation |
| MMR | Myanmar                         | Myamar Volleyball Federation                           |
| NEP | Nepal                           | Nepal Volleyball Association                           |
| NIU | Niue                            | Niue Island Volleyball Association                     |
| NRU | Nauru                           | Nauru Volleyball Association                           |
| NZL | Nova Zelândia                   | Volleyball New Zealand                                 |
| OMN | Omã                             | Oman Volleyball Association                            |
| PAK | Paquistão                       | Pakistan Volleyball Federation                         |
| PLW | Palau                           | Palau Amateur Volleyball Association                   |
| PHI | Filipinas                       | Philippine Amateur Volleyball Association              |
| PSE | Palestina                       | Palestine Volleyball Association                       |
| PNG | Papua-Nova Guiné                | Papua New Guinea Amateur Volleyball Federation         |
| PRK | Coreia do Norte                 | The Volleyball Association of the D.P.R. Korea         |
| QAT | Catar                           | Qatar Volleyball Association                           |
| MNP | Marianas Setentrionais          | Saipan Amateur Volleyball Association                  |
| WSM | Samoa                           | Western Samoa Volleyball Association                   |
| SGP | Singapura                       | Volleyball Assocaition of Singapore                    |
| SLB | Ilhas Salomão                   | Solomon Islands Volleyball Federation                  |
| SRI | Sri Lanka                       | Sri Lanka Volleyball Federation                        |
| SYR | Síria                           | Syrian Arab Volleyball Federation                      |
| PYF | Polinésia Francesa              | Volleyball Federation of Tahiti                        |
| TON | Tonga                           | Tonga National Volleyball Association                  |
| THA | Tailândia                       | The Amateur Volleyball Association of Thailand         |
| TJK | Tajiquistão                     | Volleyball Federation of Tadjikistan                   |
| TKM | Turquemenistão                  | Turkmenistan Volleyball Federation                     |
| TPE | Taipé Chinesa                   | Chinese Taipei Volleyball Association                  |
| TUV | Tuvalu                          | Federation De Volleyball De Tuvalu                     |
| UAE | Emirados Árabes Unidos          | United Arab Emirates Volleyball Association            |
| UZB | Uzbequistão                     | Uzbekistan Volleyball Federation                       |
| VUT | Vanuatu                         | Vanuatu Amateur Volleyball                             |
| VIE | Vietname                        | Volleyball Federation of Vietnam                       |
| YEM | Iêmen                           | Yemen Volleyball Association                           |
| Por enquanto, no que diz respeito à Polinésia Francesa faz-se referência à federação da ilha mais importante, Tahiti. Para as ilhas Marianas Setentrionais refere-se a federação da ilha de Saipan. |                                 |                                                        |

## Campeonatos Asiáticos

### Quadro Geral de Campeonatos Asiáticos
| Ordem | País            | Medalha de ouro | Medalha de prata | Medalha de bronze | Total |
| ----- | --------------- | --------------- | ---------------- | ----------------- | ----- |
| 1     | China           | 38              | 24               | 20                | 82    |
| 2     | Japão           | 34              | 30               | 18                | 82    |
| 3     | Irã             | 19              | 6                | 4                 | 29    |
| 4     | Coreia do Sul   | 12              | 27               | 35                | 74    |
| 5     | Tailândia       | 2               | 6                | 10                | 18    |
| 6     | Taipé Chinesa   | 2               | 3                | 10                | 15    |
| 7     | Índia           | 1               | 4                | 6                 | 11    |
| 8     | Austrália       | 1               | 3                | 1                 | 5     |
| 9     | Cazaquistão     | 0               | 3                | 0                 | 3     |
| 10    | Coreia do Norte | 0               | 2                | 1                 | 3     |
| 11    | Arábia Saudita  | 0               | 1                | 0                 | 1     |
| 12    | Vietnã          | 0               | 0                | 2                 | 2     |
| 13    | Qatar           | 0               | 0                | 1                 | 1     |
| 13    | Paquistão       | 0               | 0                | 1                 | 1     |